# Allophyllus
Allophyllus är ett släkte av skalbaggar. Allophyllus ingår i familjen Melolonthidae.
Kladogram enligt Catalogue of Life:
| Allophyllus | \| \| Allophyllus chazeaui \| \| \| \| \| \| Allophyllus pentaphyllus \| \| \| \| \| \| Allophyllus tetraphyllus \| \| \| \| |
|             | \| \| Allophyllus chazeaui \| \| \| \| \| \| Allophyllus pentaphyllus \| \| \| \| \| \| Allophyllus tetraphyllus \| \| \| \| |
|             | Allophyllus chazeaui |
|             | |
|             | Allophyllus pentaphyllus |
|             | |
|             | Allophyllus tetraphyllus |
|             | |